# Pheucticus
Pheucticus là một chi chim trong họ Cardinalidae.